# Edifício Mendes Caldeira
O Edifício Mendes Caldeira, também conhecido como Edifício Wilson Mendes Caldeira, foi um dos maiores prédios da cidade de São Paulo e do Brasil durante a década de 1960. A construção deteve este título até 1975, quando foi demolido para a construção da Estação Sé do Metrô de São Paulo.

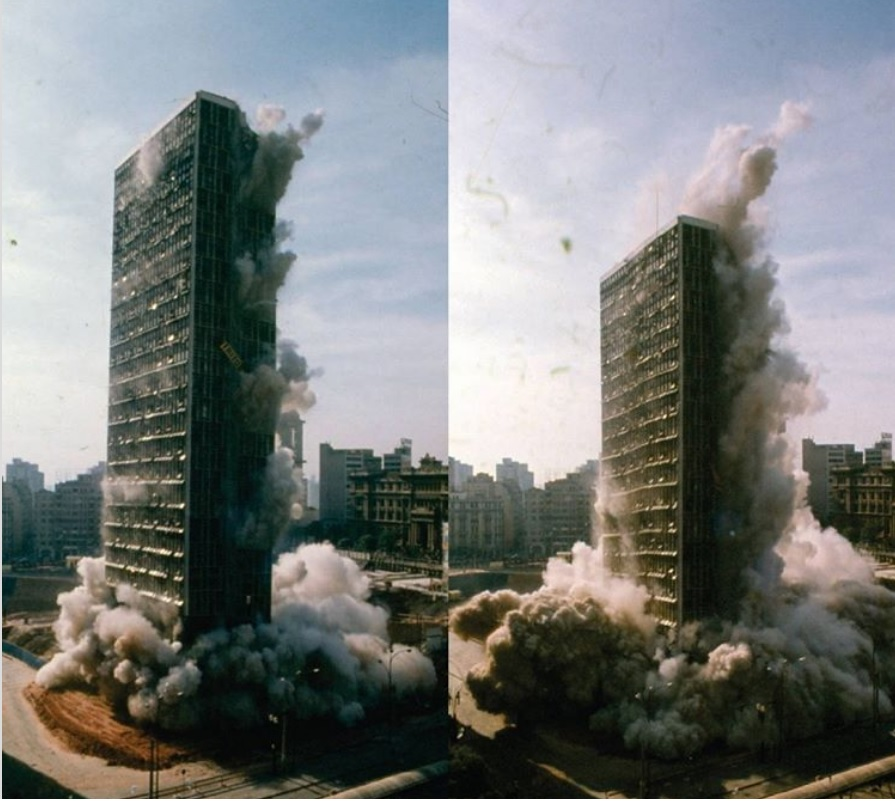
Implosão do edifício, realizada em 16 de novembro de 1975.
Acervo da Companhia do Metropolitano de São Paulo.

O prédio foi inaugurado em 1961, com 30 andares e 364 escritórios, ao lado da Praça da Sé. Seus arquitetos foram Jorge Zalszupin e Lucjan Korngold. O intuito da construção era servir como um edifício empresarial. Graças à importância e à centralidade da região em que foi elevado, assim como a modernidade da sua arquitetura, teve os seus espaços vendidos muito rapidamente. O edifício chegou a receber importantes empresas, como a Cynar e a Mercedes-Benz.
A demolição do edifício foi realizada em 16 de novembro de 1975. Foi a primeira vez em que um edifício foi implodido no Brasil, substituindo o uso de picaretas. Foram utilizados 360 quilos de explosivos, gerando 20 toneladas de entulho. Na época, chegou-se a temer que o edifício caísse sobre a Catedral da Sé e a prejudicasse estruturalmente. O Metrô de São Paulo convidou a população e a imprensa para assistir ao ocorrido. A construção situava-se onde, atualmente, é a saída norte da Estação da Sé.
No mesmo processo de demolição para a construção da Estação Sé, outro então importante prédio do centro de São Paulo foi derrubado, o Palacete Santa Helena.